# ¡Y... a Dios que me perdone!
¡Y... a Dios que me perdone! es una película dramática dominicana del año 2017 escrita y dirigida por Ángel Muñíz. La película es una crítica social y trata acerca de un agente de la policía dominicana de escasos ingresos, que por su bajo salario, tiene que cometer actos delictivos para poder financiar los gastos médicos de su esposa, que padece leucemia postparto.

## Argumento
Es la historia de Toribio Sosa (Johnnié Mercedes), un raso de la policía que hace todo lo que este a su alcance para conseguir los recursos necesarios y que su mujer sobreviva a una leucemia posparto. Con un sueldo de 7 mil pesos mensuales se le hace imposible lograr sus propósitos, y es entonces cuando decide utilizar los únicos recursos que le quedan a mano: Su arma de reglamento y el bajo mundo. La falta de educación, la pobreza, la ausencia de un sistema de salud adecuado, y el descaro con que la clase política le estrujaba a millones de ciudadanos como Toribio, que podían robarse el dinero público y luego burlarse y evadir las más altas instancias judiciales para salirse con la suya, habían iniciado en Toribio un proceso irreversible, con el solo propósito de sobrevivir y llevar el bienestar a los suyos.

## Reparto
- Johnnié Mercedes
- Clara Luz Lozano
- Akuharella Mercedes
- Jean Jean
- Tony Sanz
- Francisco Cruz
- Shailyn Sosa
- Miguel Ángel Martínez
- Yamile Schecker
- Pepe Sierra
- Geraldo "el Cuervo" Mercedes
- Héctor Sierra
- Juan María Almonte
- Pachy Méndez
- Niurka Mota
- Silvia Dionicio

## Producción y Difusión
La película es una crítica social al actual estado de corrupción que se encuentra arropando a República Dominicana en todos los niveles, político, judicial, empresarial, policial, militar, etc.
La Policía Dominicana se rehusó ayudar a Muñíz en el préstamo de vehículos y equipos para la película. A pesar de esto, Muñíz se las arregló para conseguir algunos, pero tuvo que filmar la película dentro de sus propias instalaciones y crear la escenografía en su propio estudio, para evitar ser arrestado. El 90% del material de la película fue producido en las instalaciones propiedad de Muñíz.
La película fue transmitida en Televisión nacional y en Internet para su difusión sin animo de lucro.